# August Premier
August Premier är ett amerikanskt punkrock/poppunk band som bildades år 2000 i Chicago. Mark Halminiak och Chris Rogner var medlemmar i ett pop-punk band som kallade sig Cut-to-Fit. Samtidigt ägnade sig Mickey Molinari och Danny Halminiak åt sitt pseudo-hardcore band som hette Slag.
Båda banden kände att de inte uppfyllde sina musikaliska behov och gick då ihop och bildade August Premier.
De har varit förband till bland annat Alkaline Trio, Showoff, Sig Transit Gloria, Allister och Lucky Boy's Confusion. Chris Rogner har även varit medlem i poppunkbandet Allister.

## Medlemmar
Nuvarande medlemmar
- Chris Rogner – sång, gitarr
- Mikey Chiero – gitarr
- Mark Halminiak – basgitarr
- Mickey Molinari – trummor

Tidigare medlemmar
- Danny Halminiak – gitarr, sång

## Diskografi
Album
- Balloons...Everything's Ok. (2001)
- Fireworks And Alcohol (2003)
- Happy Miserable (2012)[4]

EP
- Balloons…Everything’s OK (2012)
- Rebel Without Applause (2014)